# تپه چشمه کریم
تپه چشمه کریم مربوط به سده ۱ یا ۲ ق است و در شهرستان تربت حیدریه واقع شده و این اثر در تاریخ ۸ دی ۱۳۹۰ با شمارهٔ ثبت ۳۰۴۶۹ به‌عنوان یکی از آثار ملی ایران به ثبت رسیده‌است.